# Cambyretá
Cambyretá (en guaraní Kambyretã, Tierra de la leche) es una ciudad paraguaya situado a orillas del río Paraná en el sur del Departamento de Itapúa. Es una zona que en sus comienzos poseía una fuerte presencia de descendientes de inmigrantes europeos. Limita al norte con Capitán Miranda, al oeste con Encarnación, al sur con Argentina, y al este con Nueva Alborada. 
Es el segundo municipio más poblado del departamento de Itapúa, detrás de la capital departamental Encarnación, y conforma con esta última la tercera área metropolitana del país. El centro de la ciudad se encuentra a unos 10 km del límite con el distrito de Encarnación, la cual se accede por la denominada localmente Ruta 14.

## Toponimia
Su nombre proviene del guaraní kamby, que significa leche y retã, significa tierra, lo que puede traducirse como «Tierra de la leche».

## Historia
Sus primeros habitantes fueron inmigrantes que llegaron a la zona en el año 1911. Fue fundada el 23 de abril de 1946 y elevada a distrito por Ley núm. 13.245. En la actualidad presenta un elevado crecimiento, ya que en los últimos 20 años su población se ha duplicado, sobrepasando los 50 000 habitantes. Forma parte del área metropolitana o conurbano encarnaceno, debido al aumento de su población urbana. Mucha gente que trabaja y/o estudia en la ciudad de Encarnación, vive en este distrito.

## Demografía
Según los datos del censo paraguayo de 2022 el municipio cuenta con 47 717 habitantes, siendo así el segundo distrito más poblado del departamento de Itapúa y uno de los que mayor crecimiento poblacional presenta, solo detrás de la capital departamental Encarnación. Con esta última conforman un área metropolitana de unos 170.000 habitantes, llamado Gran Encarnación. 
Su población actualmente se concentra más en el límite con Encarnación, donde corresponde a la zona más urbanizada. Mucha gente que trabaja y estudia en la ciudad de Encarnación, vive en este distrito.

### Barrios
Cambyretá cuenta con un total de 30 barrios, de los cuales 10 se hallan en la zona rural y 20 en la zona urbana. La zona urbana de Cambyretá se distribuye de forma irregular, los primeros 18 barrios integran el área metropolitana de Encarnación, mientras que el centro es un enclave de la Colonia Cambyretá. El barrio suburbano Arroyo Porá colinda hacia la Ruta PY06 (ruta sexta) con los barrios Chaipé y Santa María Santillán de Encarnación.
| 1  | Parque Independencia | 16 | San Juan               |
| 2  | San Francisco        | 17 | San Miguel             |
| 3  | Valdez               | 18 | San Miguel Kuruzú      |
| 4  | Jardín               | 19 | Centro                 |
| 5  | La Amistad           | 20 | Arroyo Porá            |
| 6  | Las Mercedes         | 21 | Barrero Guazú          |
| 7  | Alegre               | 22 | Santa Librada          |
| 8  | Santa Lucía          | 23 | Mburicá                |
| 9  | San Blas             | 24 | San Ramón              |
| 10 | Carmelitas           | 25 | Padre Carlos Winkel    |
| 11 | Costas del Poti'y    | 26 | Colonia Cambyretá      |
| 12 | Silvio Pettirossi    | 27 | Colonia Paraná         |
| 13 | San José             | 28 | Arroyo Verde           |
| 14 | San Rafael           | 29 | Campichuelo            |
| 15 | Espíritu Santo       | 30 | San Blas Independencia |

## Economía
Su economía está basada primordialmente en la agricultura y ganadería, aunque últimamente en servicios y comercios.